# زندان (أنغالي)
زندان (بالفارسية: زندان) هي قرية تقع في إيران في قسم أنغالي.